# Shirley Hodgson
Shirley Victoria Penrose Hodgson (née le 22 février 1945) est une généticienne britannique.

## Biographie
Shirley Hodgson étudie au Somerville College, à Oxford. Elle exerce d'abord comme médecin généraliste, puis travaille en tant que remplaçante en génétique clinique à l’hôpital Guy's, déclarant trouver la discipline « irrésistible ». Elle devient ensuite Senior Registrar en génétique clinique pour le South Thames (East) Regional Genetics Centre et Honorary Senior Registrar à l’hôpital Hammersmith, à Londres, de 1983 à 1988 ; puis généticienne consultante à l’hôpital Addenbrooke de 1988 à 1990. Dans les années 1990, elle dirige le service régional de génétique du cancer à l’hôpital Guy’s and St Thomas’,.
Elle est membre du Royal College of Physicians et membre de la Royal Society of Biology.

### Famille
Hodgson est la fille de Lionel Penrose et de Margaret Leathes, ainsi que la petite-fille du physiologiste John Beresford Leathes. Elle a trois frères aînés : Oliver, Sir Roger et Jonathan Penrose. Elle épouse Humphrey Hodgson en 1971.

## Publications
(juillet 2025).
- A Practical Guide to Human Cancer Genetics, Shirley V. Hodgson, William D. Foulkes, Charis Eng, Eamonn Maher, Springer Science & Business Media, 2013,  (ISBN 978-1-4471-2375-0)

- Inherited Susceptibility to Cancer: Clinical, Predictive and Ethical Perspectives, William D. Foulkes, Shirley V. Hodgson, Cambridge University Press, 1998,  (ISBN 978-0-521-56340-6)

- Familial Breast and Ovarian Cancer: Genetics, Screening and Management, édité par Patrick J. Morrison, Shirley V. Hodgson et Neva E. Haites, Cambridge University Press, 2002,  (ISBN 978-0521803731)